# Patrick Mille
Patrick Mille (Lisbona, 8 aprile 1970) è un attore e regista portoghese con cittadinanza francese.

## Biografia
Nel 2012, Mille ha diretto Mauvaise fille, un adattamento cinematografico dell'omonimo romanzo di Justine Lévy.

## Vita privata
L'11 marzo 2023, Mille ha sposato Justine Lévy, figlia del filosofo Bernard-Henri Lévy. La coppia ha due figli: Suzanne e Lucien.

## Filmografia

### Attore
- Mio padre, che eroe! (Mon père, ce héros), regia di Gérard Lauzier (1991)
- Les Équilibristes, regia di Nikos Papatakis (1991)
- Elles ne pensent qu'à ça..., regia di Charlotte Dubreuil (1994)
- La Folie douce, regia di Frédéric Jardin (1994)
- 3000 Scénarios contre un virus, regia di Jean Achache (1994)
- Affaire classée, regia di Luc Gallissaires (1997)
- Chico notre homme à Lisbonne regia di Édouard Baer (1999)
- La Bostella, regia di Édouard Baer (2000)
- Pointête, regia di Luc Gallissaires (2001)
- Cravate club, regia di Frédéric Jardin (2002)
- 1802, l'épopée guadeloupéenne, regia di Christian Lara (2004)
- Albert est méchant, regia di Hervé Palud (2004)
- L'Incruste, fallait pas le laisser entrer !, regia di Alexandre Castagnetti e Corentin Julius (2004)
- People, regia di Fabien Onteniente (2004)
- Man on Wire - Un uomo tra le Torri (Le Funambule), regia di James Marsh (2005)
- Célibataires, regia di Jean-Michel Verner (2006)
- Una top model nel mio letto (La Doublure), regia di Francis Veber (2006)
- La Jungle, regia di Mathieu Delaporte (2006)
- La Forteresse assiégée, regia di Gérard Mordillat (2006)
- 99 francs, regia di Jan Kounen (2007)
- Les Dents de la nuit, regia di Vincent Lobelle e Stephen Cafiero (2008)
- Je vais te manquer, regia di Amanda Sthers (2009)
- Crime d'amour, regia di Alain Corneau (2010)
- Je ne vous oublierai jamais, regia di Pascal Kané (2010)
- Love and Bruises, regia di Lou Ye (2012)
- Le Grand Retournement, regia di Gérard Mordillat (2012)
- Tu honoreras ta mère et ta mère, regia di Brigitte Rouan (2013)
- Opium, regia di Arielle Dombasle (2013)
- Tre cuori (Trois cœurs), regia di Benoît Jacquot (2014)
- En équilibre, regia di Denis Dercourt (2014)
- Going to Brazil, regia di Patrick Mille (2016)
- Una poliziotta fuori di testa (Raid Dingue), regia di Dany Boon (2017)
- Django, regia di Étienne Comar (2017)
- La nuora ideale (Belle Fille), regia di Méliane Marcaggi (2020)
- I tre moschettieri - D'Artagnan (Les Trois Mousquetaires: D'Artagnan), regia di Martin Bourboulon (2023)
- Le Petit Blond de la Casbah, regia di Alexandre Arcady (2023)
- Lee, regia di Ellen Kuras (2023)